# تعمر السعدية
```
تعمر بنت مسلمة السعدية
 والدة محمد بن سليمان بن هشام بن عمرو، 
أبي جعفر البغدادي
 شيخ 
ابن ماجه
. لها رواية عن أمها سعيدة بنت 
مطر الوراق
، عن مطر.
[
1
]
[
2
]
```